# Craterul Ouarkziz

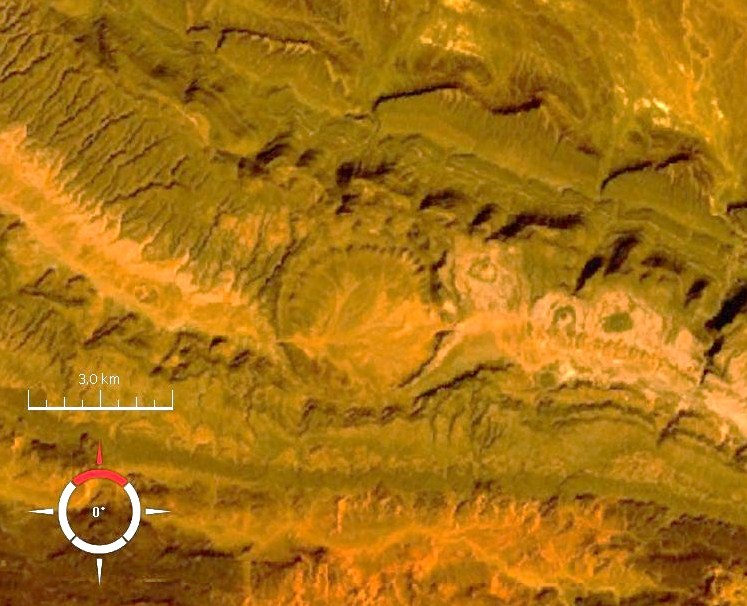
Imagine Landsat a craterului Ouarkziz.

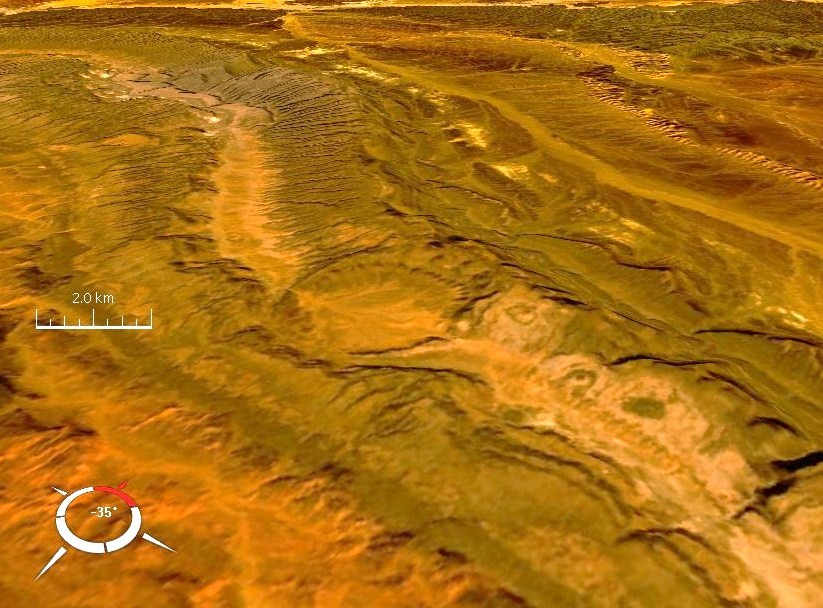
Imagine oblică Landsat a craterului Ouarkziz.

Ouarkziz este un crater de impact meteoritic în Algeria. 

## Date generale
Acesta are un diametru de 13,5 km și are vârsta estimată la mai puțin de 70 milioane ani (Cretacic). Craterul este expus la suprafață.